# 조국과 청춘
조국과 청춘은 대한민국의 8인조 가수 그룹이다.

## 역사
서총련의 노래단의 일원으로 1992년 조국과 청춘 1집으로 데뷔했다(당시에는 한총련의 전신인 전대협 소속이었다). 1994년에는 한총련 진군가를 부르기도 했다.
조국과 청춘은 경기남부총련 노래단 '천리마'와 함께 대표적인 한총련 소속 가수로 활동했다. 이들은 1990년대 민중가수로 활동했으며 노찾사나 꽃다지 등처럼 민중가요들을 발표했다. 그러나 이들은 다른 민중가수들과는 달리 차별화된 민가를 선보였다. 특히 1996년 5집을 발표했을 당시 <장산곶매>에서는 락이 사용되었고, <우산>에서는 보사노바가 사용되었다. 노래 <우산>은 당시 시들어가던 운동권을 비오는 날에 빗대었다.
1998년 조국과 청춘은 6집을 발표했으나, 얼마 못 가 위기를 맞이하였다. 당시 노동운동, 통일운동 등과 같은 사회운동을 이끌던 운동권이 분열을 맞이하게 되었다. 한총련 소속이었던 조국과 청춘 역시 예외는 아니었다. 운동권의 위기로 인해 한총련 역시 위기를 맞이하게 되었고, 조국과 청춘 역시 위기를 맞게 되었다. 이들은 6집을 끝으로 활동을 중단하였으며 현재는 음반을 내고 있지 않다. 비슷한 시기 경기남부총련 노래단 천리마 역시 활동을 중단하였다.

## 구성원
기울인 글씨는 이전 구성원이다.
이동혁
김철
송순규
홍성숙
홍원표
이범준
이승진
이동선
윤태원
이현주
곽주림
조현정
신철우
양윤경
윤남수

## 앨범[2]
다음은 조국과 청춘의 앨범이다. 이 중 5집과 6집만 합법이며, 나머지는 불법이다.
조국과 청춘 1집
조국과 청춘 2집
조국과 청춘 3집
조국과 청춘 4집
조국과 청춘 5집
조국과 청춘 6집

## 참조
1. ↑  김종선 (2013년 4월 29일). “서른, 그는 담담하게 노래꾼의 길을 받아들였다”. 2013년 5월 17일에 확인함.
2. ↑  네이버 뮤직. “조국과 청춘”. 2013년 5월 13일에 확인함.
3. ↑  “노래그룹'조국과 청춘'대학가서 대중속으로”. 경향신문. 1996년 5월 11일.